# Поліцейський автомобіль

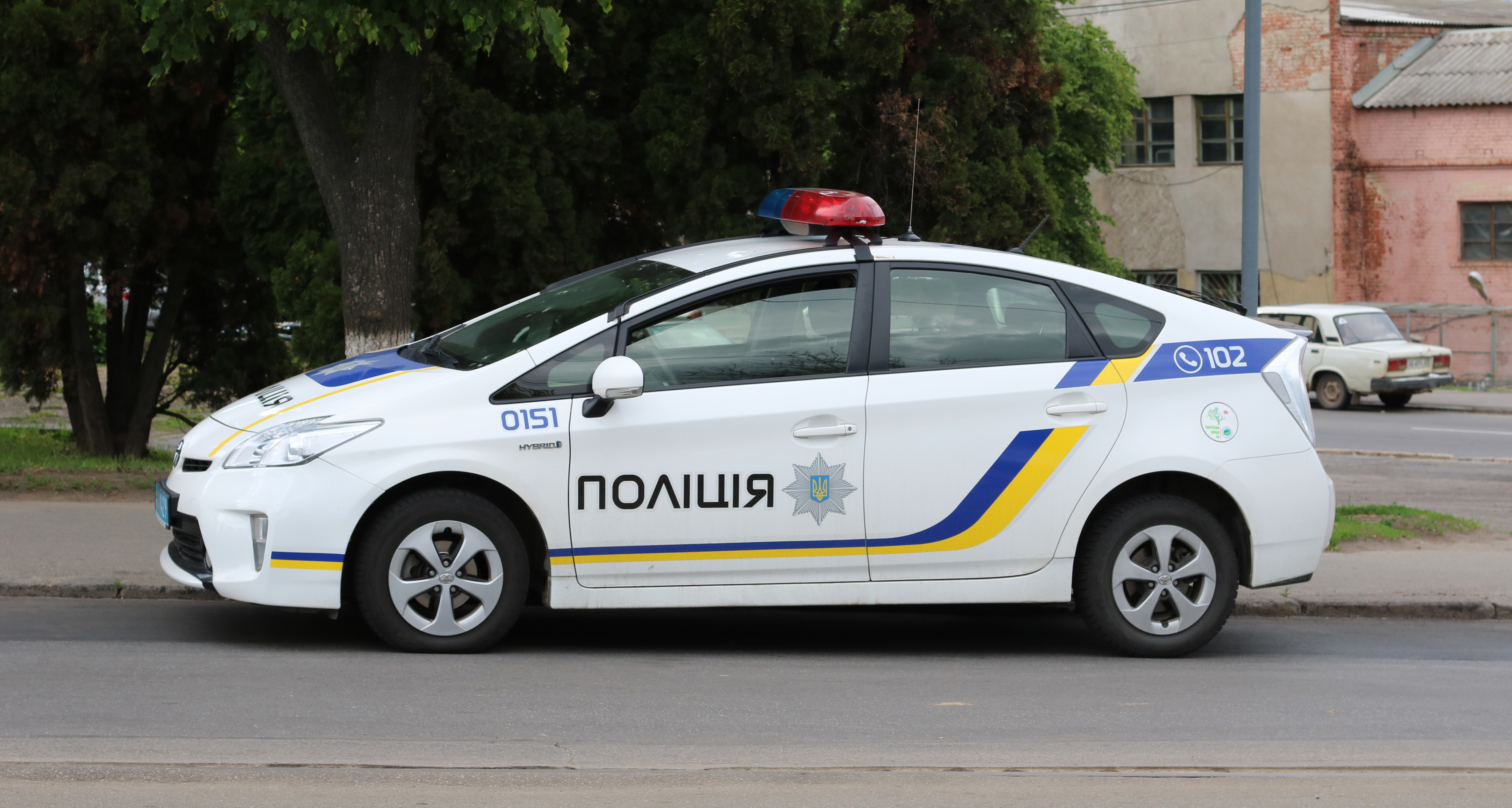
Поліцейський автомобіль української поліції у Вінниці

Поліцейський  автомобіль — транспортний засіб, що використовується поліцією з метою ефективного здійснення своїх обов'язків з патрулювання вулиць, площ, парків, скверів, вокзалів, транспортних магістралей та інших громадських місць, а також оперативного реагування на події (інциденти). Поліцейський  автомобіль використовується для швидкого досягнення місць, де сталася аварія або інцидент. Деякі поліцейські автомобілі спеціально пристосовано для роботи на жвавих дорогах.

## Історія
Перший автомобіль поліції використовували в США в місті Акрон в штаті Огайо в 1899 році, і це була вагонетка з електродвигуном. Першим водієм був поліціянт Луїс Мюллер. Вагонетка розганяла до 16 миль/год (26 км/год) і могла проїхати на одній зарядці до 30 миль (48 км). Машину побудував інженер-механік Франк Луміс, коштувала вона 2400 доларів, у ній були носилки. А найпершим завданням для машини було забрати п'яного з вулиці в місті.

## Призначення і особливості
Поліцейські автомобілі використовують для патрулювання, транспортування співробітників правоохоронних органів, погонь, рятувальних і спеціальних операцій. Застосовують також спеціальні автомобілі: для загонів особливого призначення, водометні, штабні машини, інженерні тощо.
Поліцейські автомобілі можна розділити на спеціально розроблені для поліції і перероблені зі звичайних.

## Міліцейський автомобіль

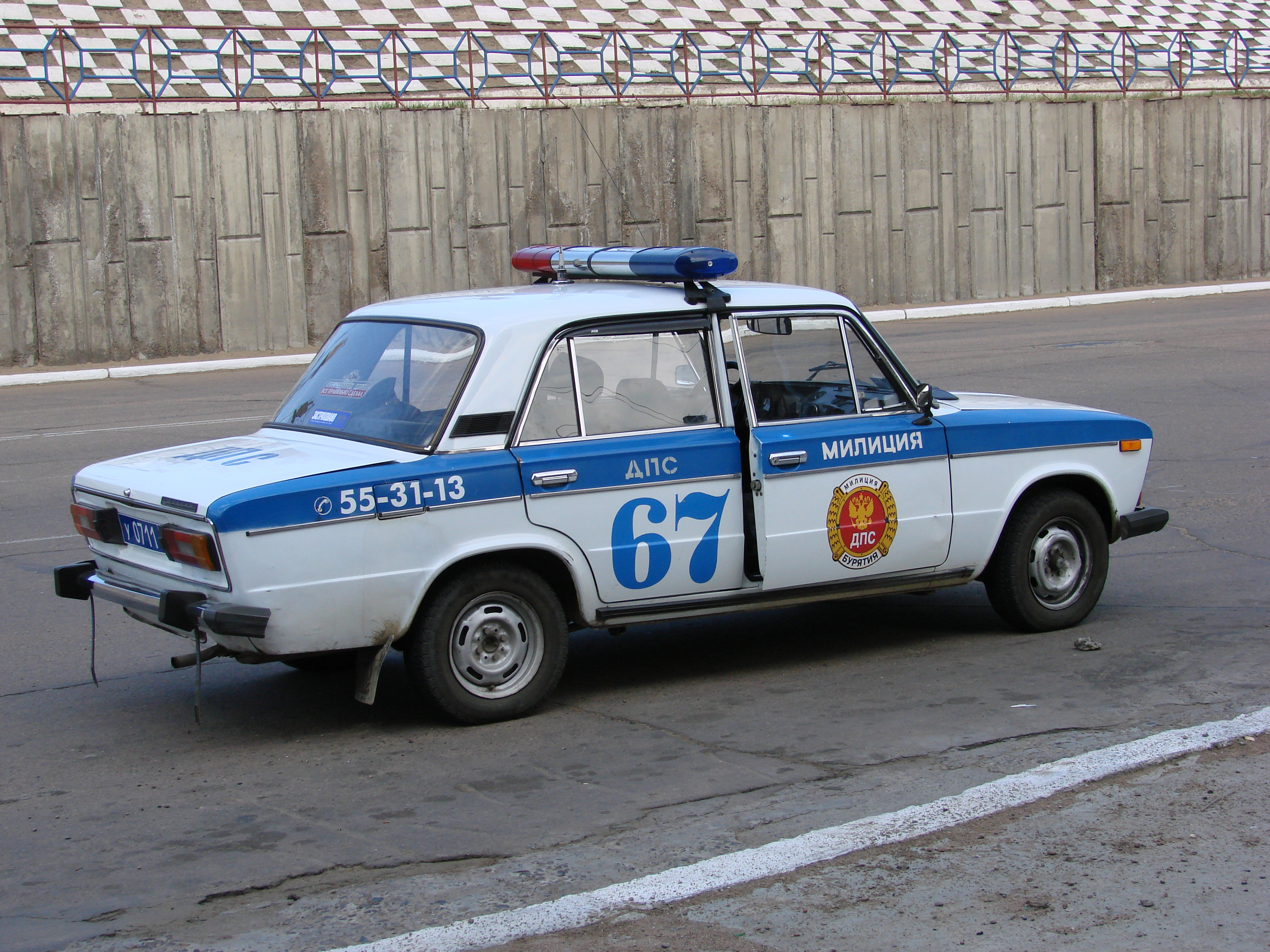
Автомобіль ДПС в Улан-Уде.

Міліцейський автомобіль — транспортний засіб правоохоронних служб в тих країнах, де вони називаються міліцією.
Автомобілі міліції, як і інших спеціальних служб, виділяють спеціальним забарвленням і інформаційними написами. В обладнання автомобіля входять: проблисковий маячок, сирена, радіопередавач для зв'язку з диспетчером та іншими машинами, з недавнього часу також відеокамера для фіксування того, що відбувається. Автомобіль міліції з увімкненим проблисковим маячком і сиреною має особливі переваги згідно з Правилами дорожнього руху. Обслуговування автомобілів міліції проводять у спеціальних гаражах, які традиційно перебувають разом з машинами на балансі відділу внутрішніх справ.

## Популярна культура
- Кінематограф — в більшості фільмів з'являються поліцейські автомобілі.
- Комп'ютерні ігри — в комп'ютерних іграх поліцейські автомобілі виконують ті ж функції, що і реальні.
- Моделі автомобілів — моделі справжніх поліцейських автомобілів, створені спеціально для дітей. Деякі колекціонери колекціонують такі моделі.

## Поліцейські автомобілі різних країн світу

### Північна Америка

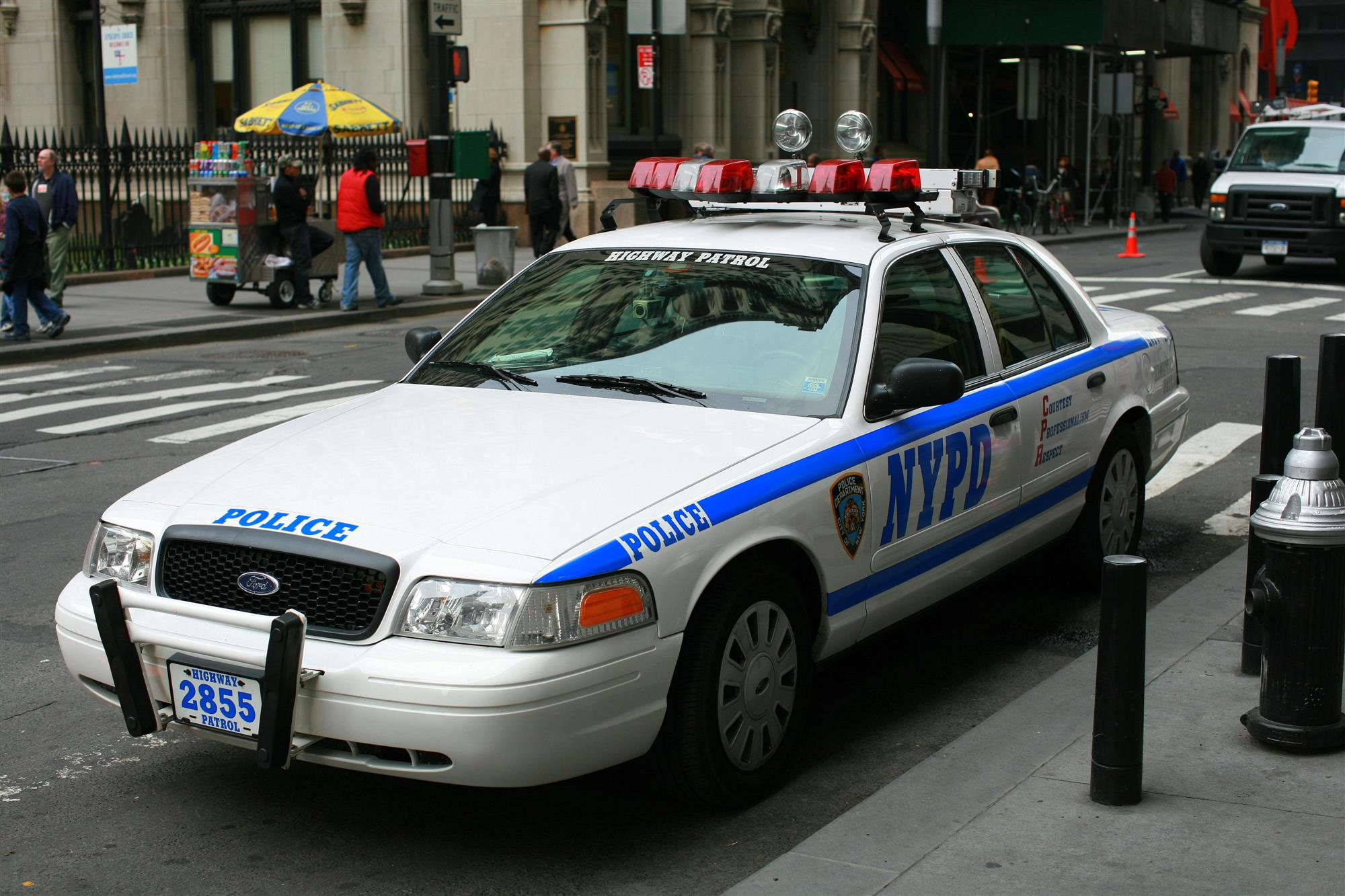
Ford Crown Victoria (США)
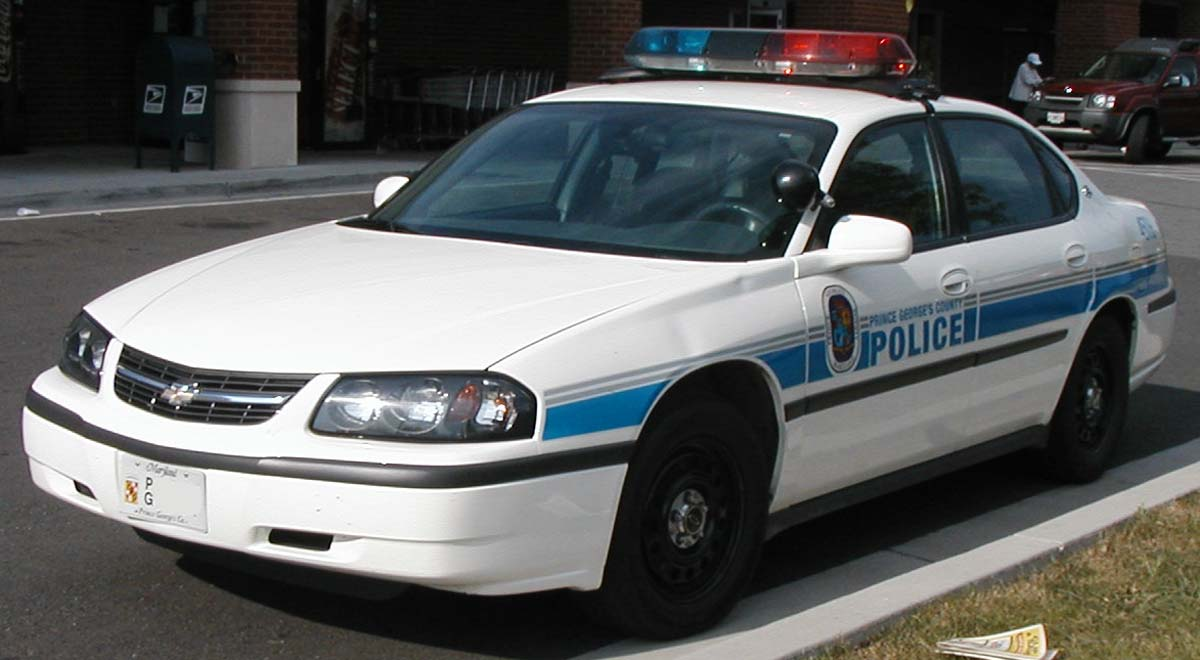
Chevrolet Impala (США)
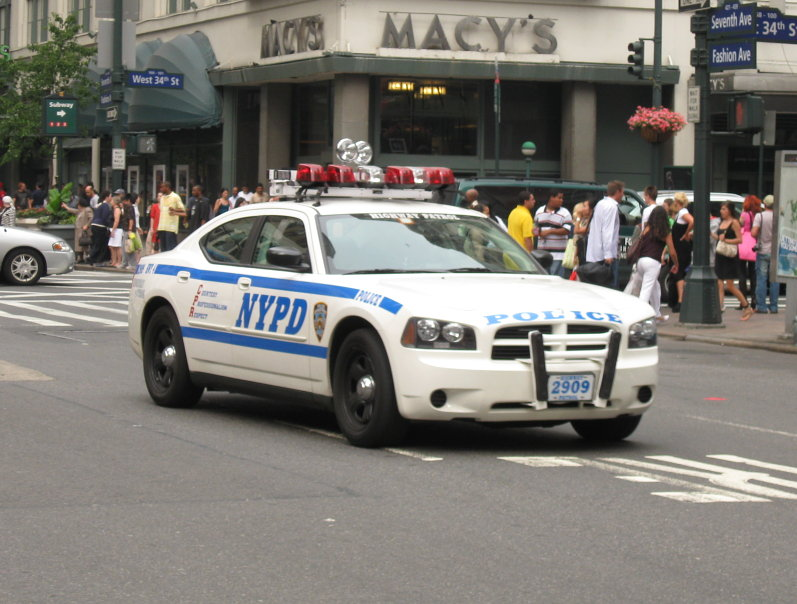
Dodge Charger (США)
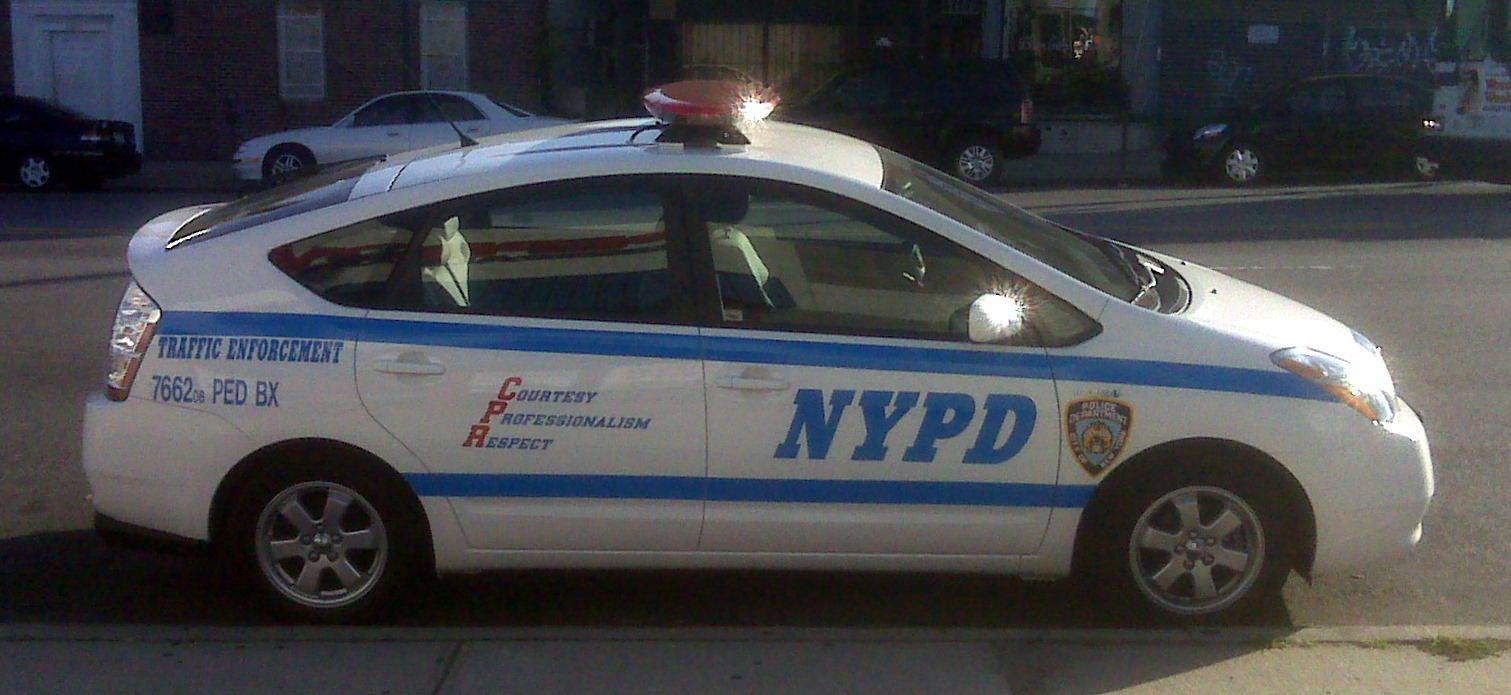
Toyota Prius (США)
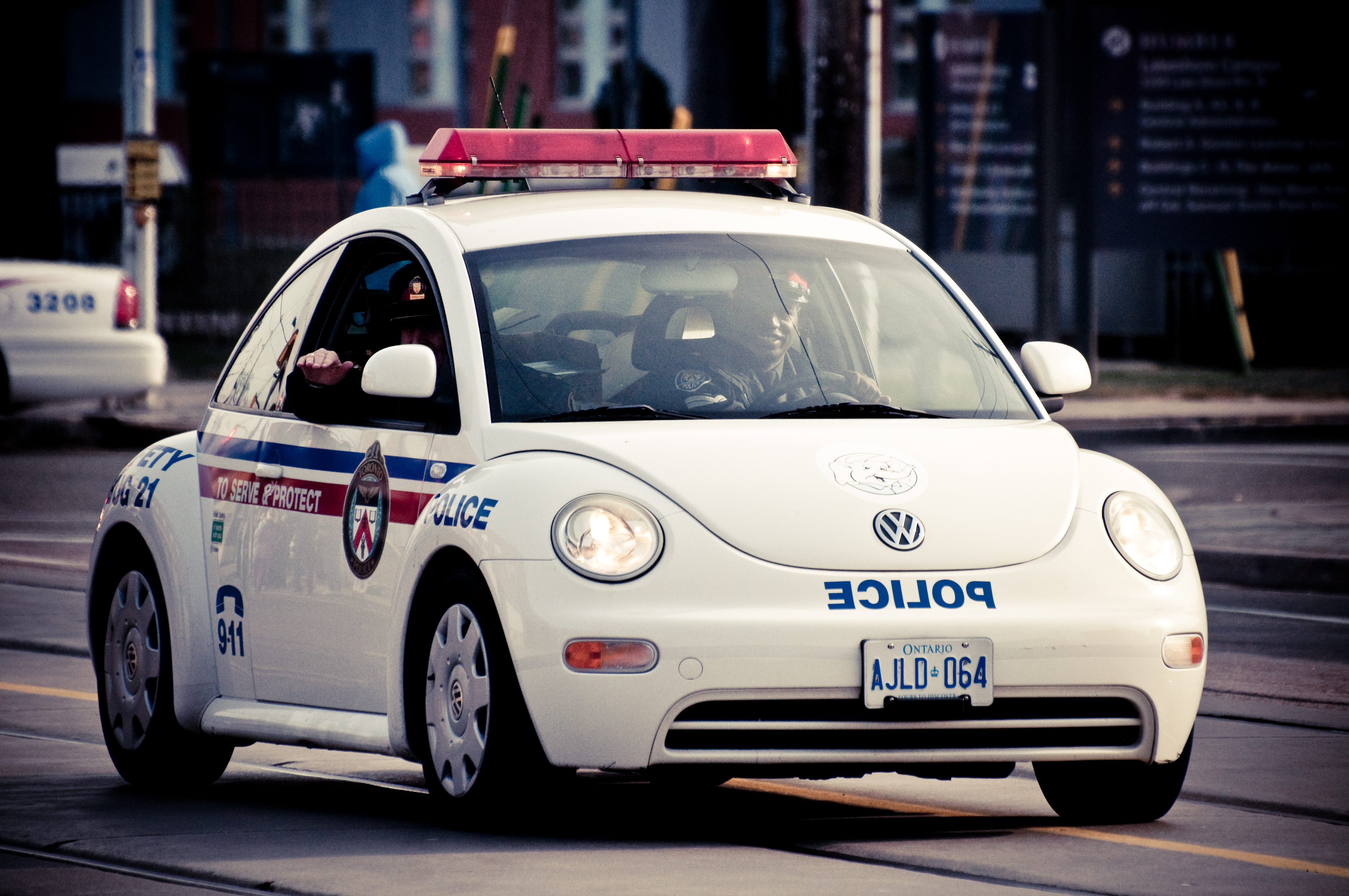
Volkswagen Beetle (Канада)
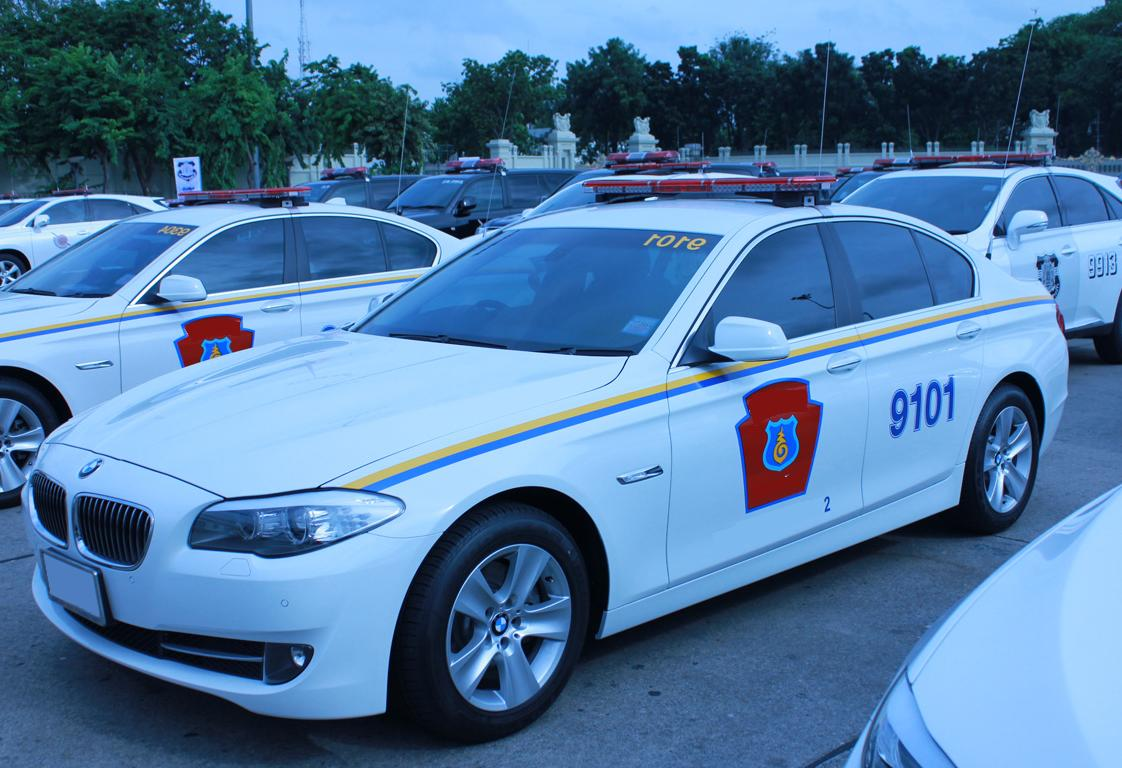
BMW 5 Series (Мексика)

### Європа

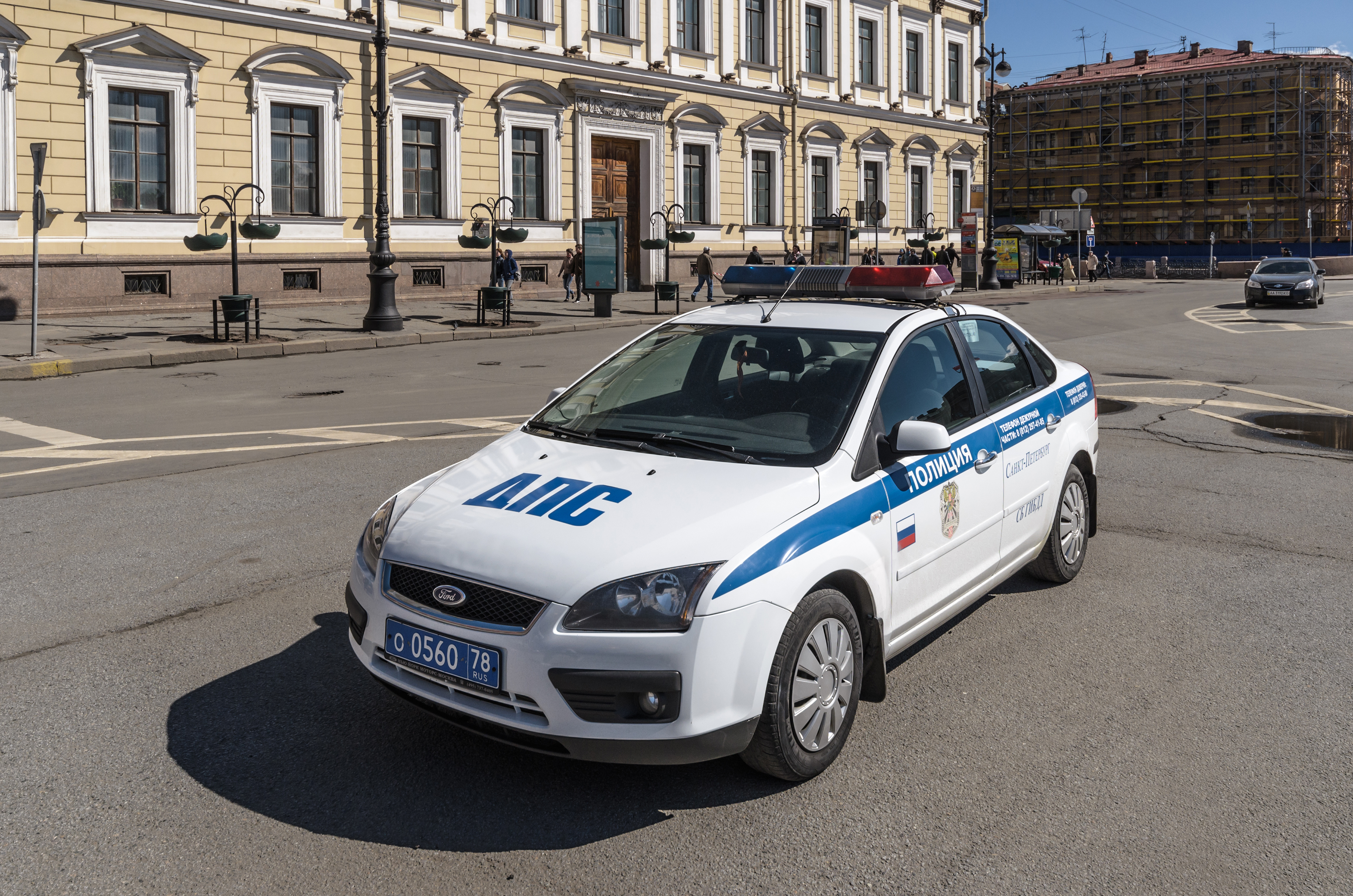
Ford Focus (Росія)
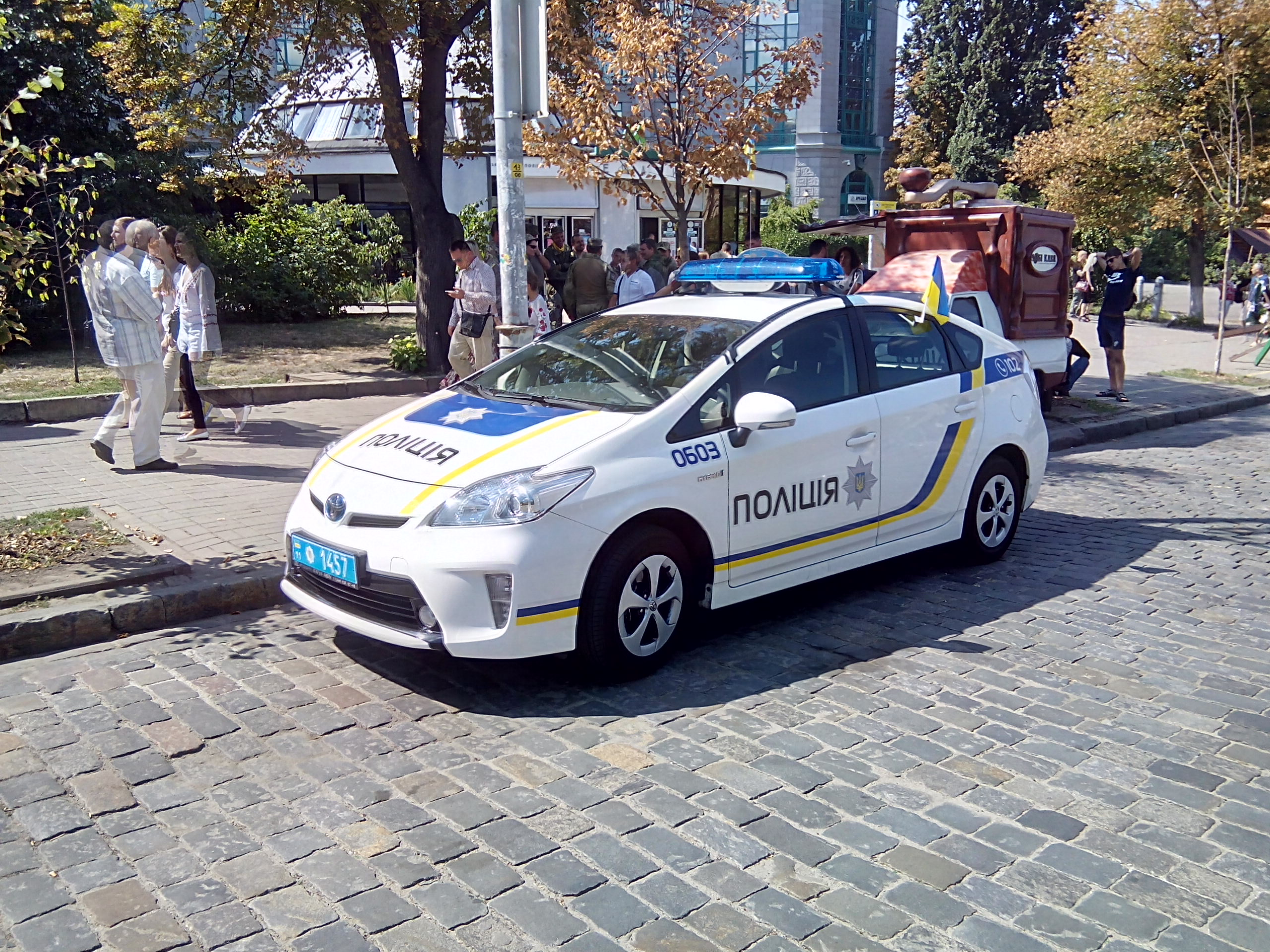
Toyota Prius (Україна)
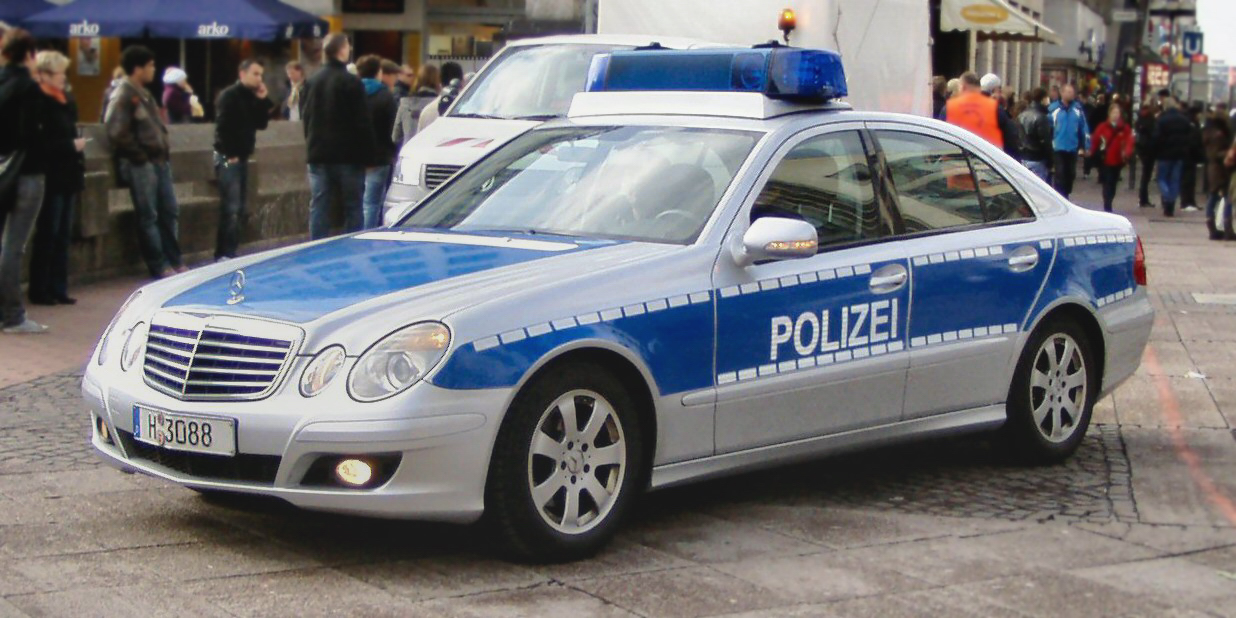
Mercedes-Benz E-Class (Німеччина)
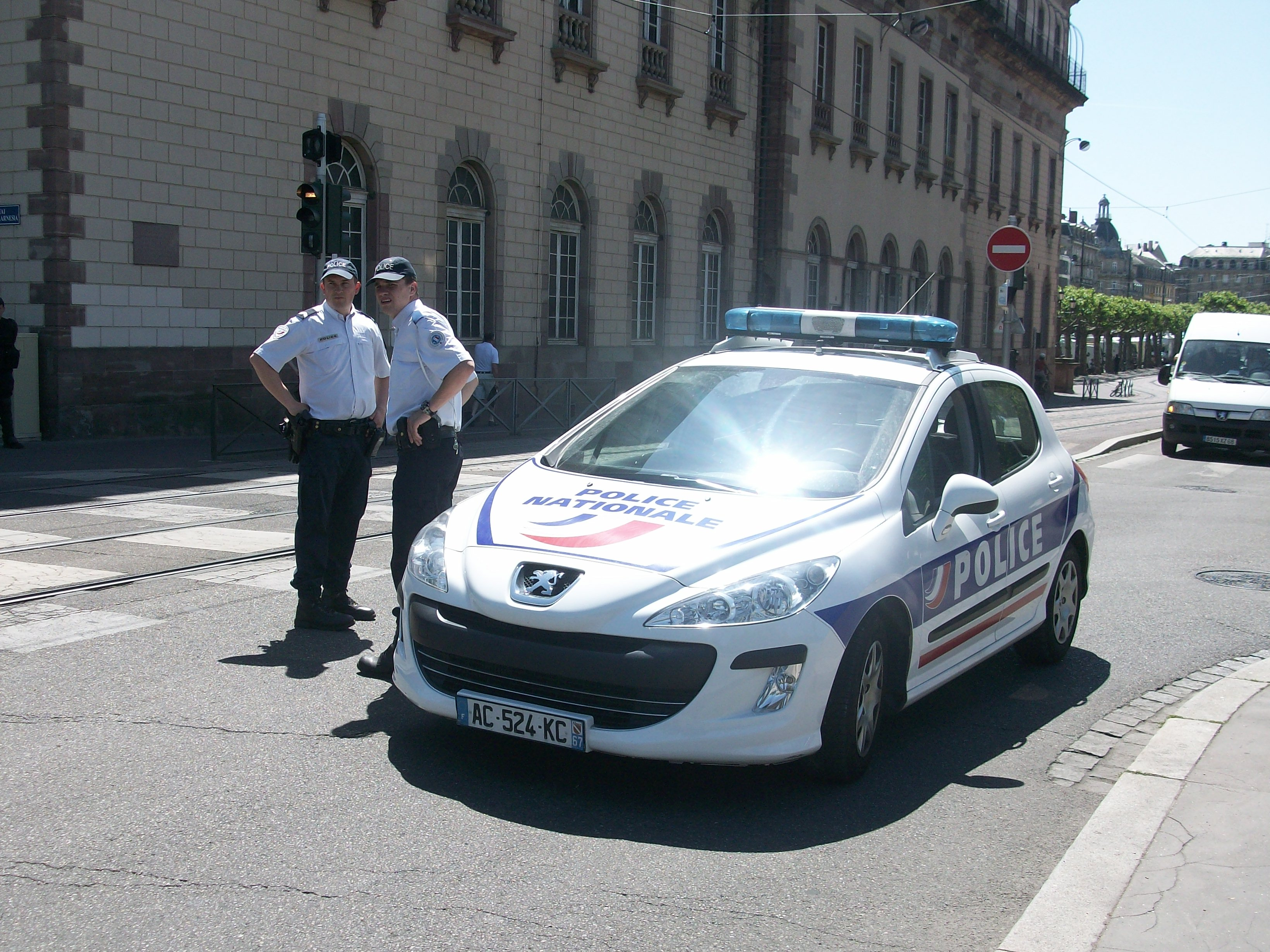
Peugeot 308 (Франція)
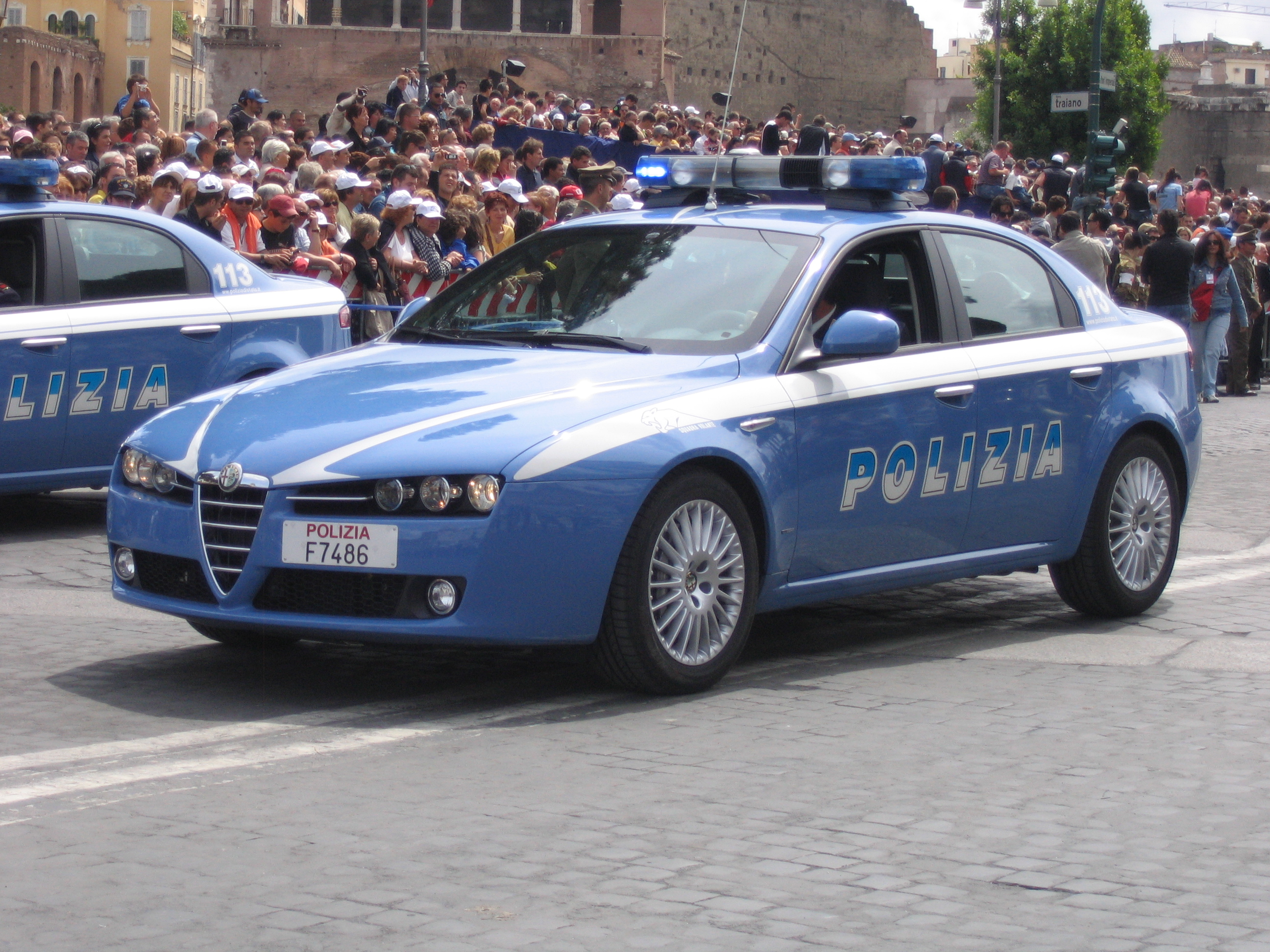
Alfa Romeo 159 (Італія)
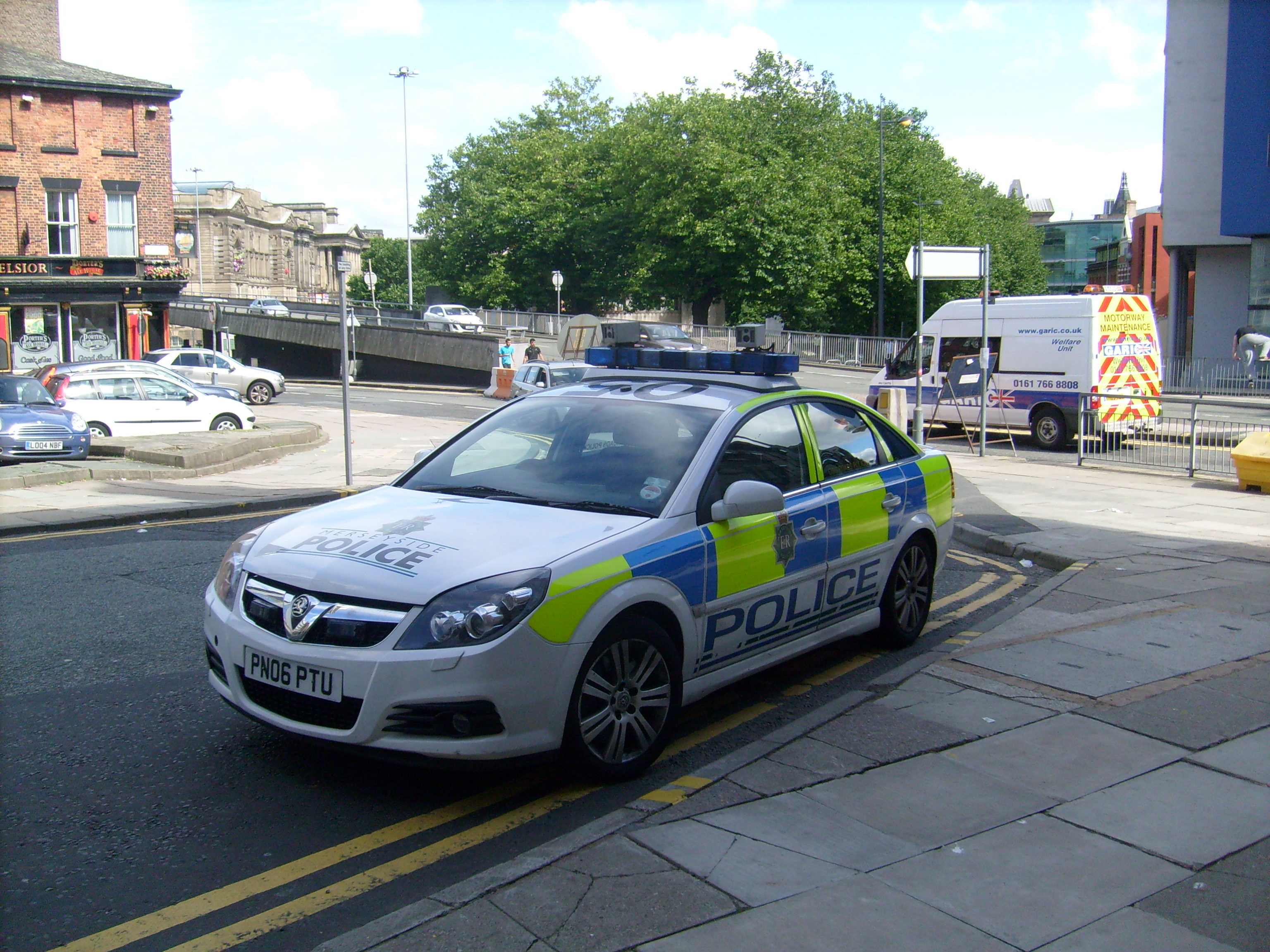
Vauxhall Vectra (Велика Британія)
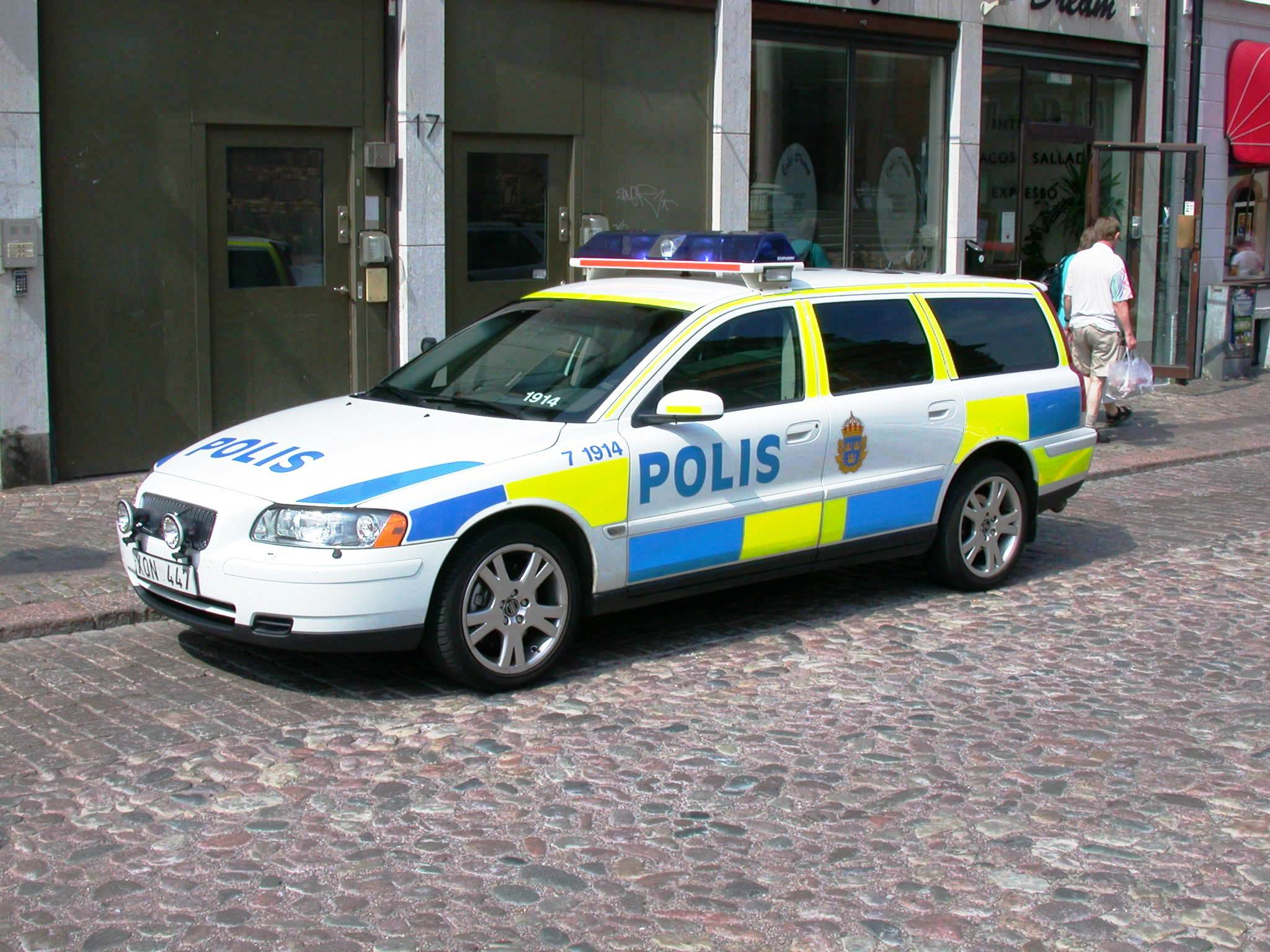
Volvo V70 (Швеція)
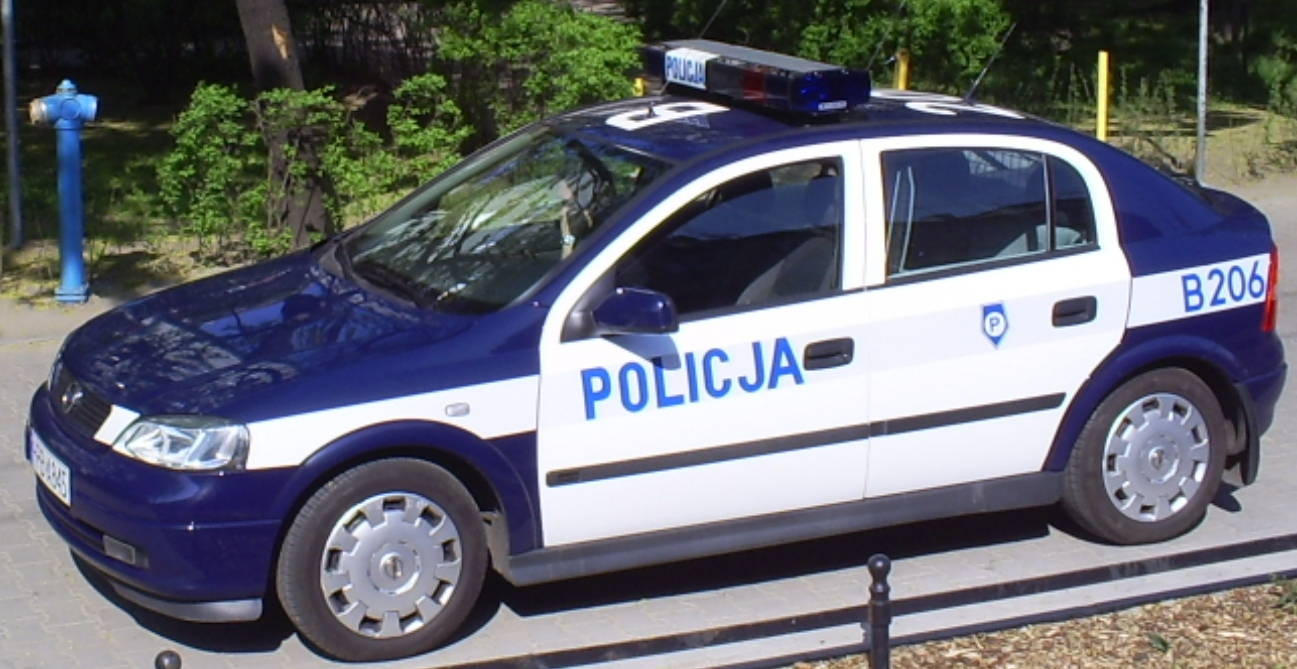
Opel Astra (Польща)
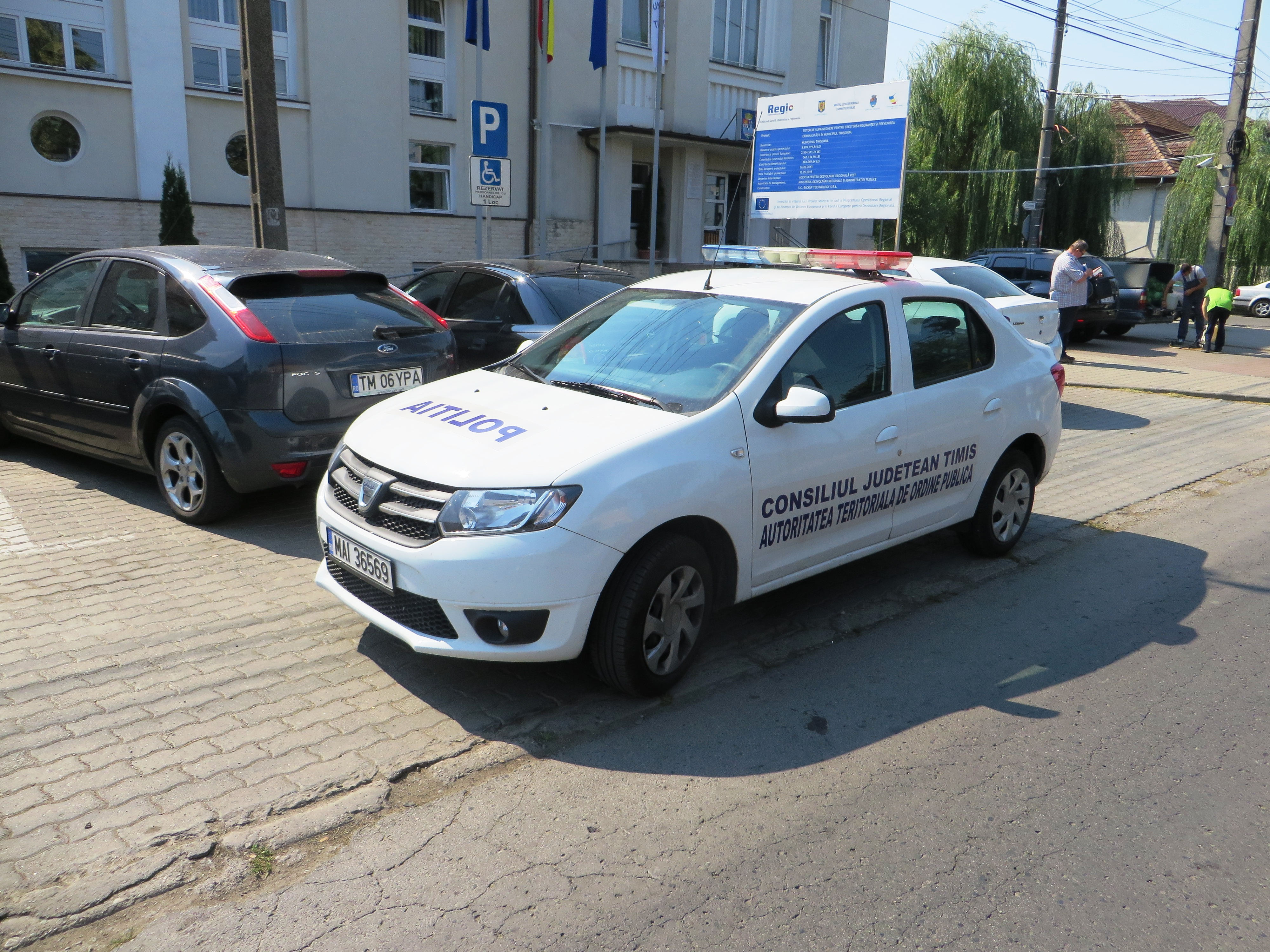
Dacia Logan (Румунія)

### Азія

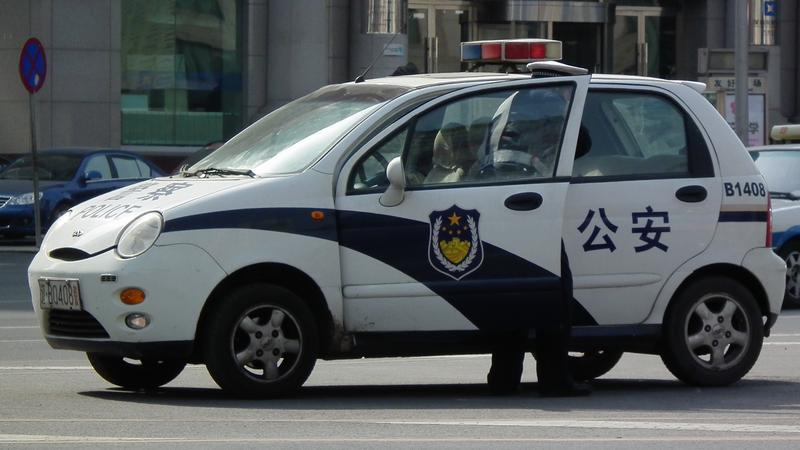
Chery QQ (Китай)
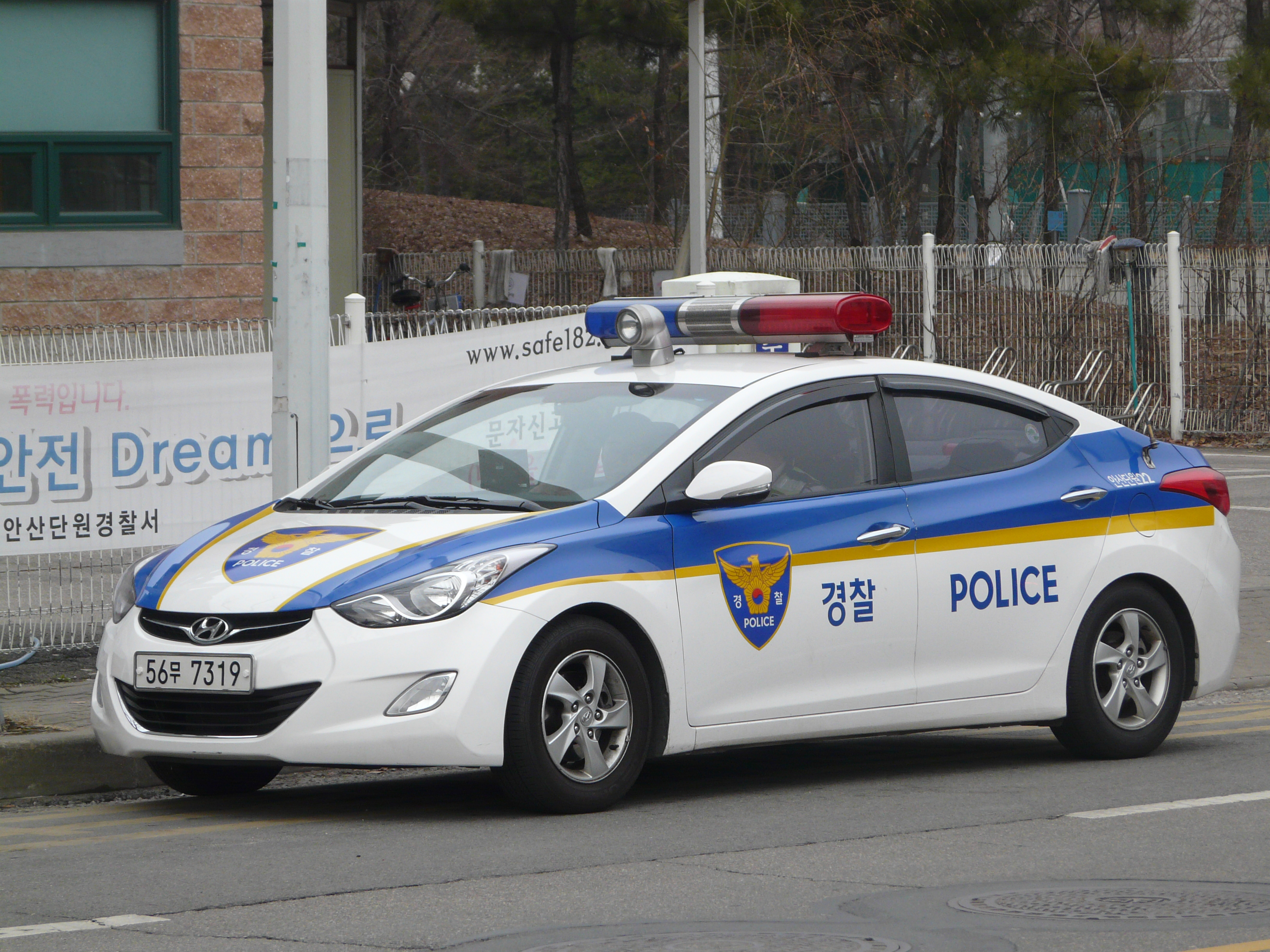
Hyundai Accent (поліція Південної Кореї)
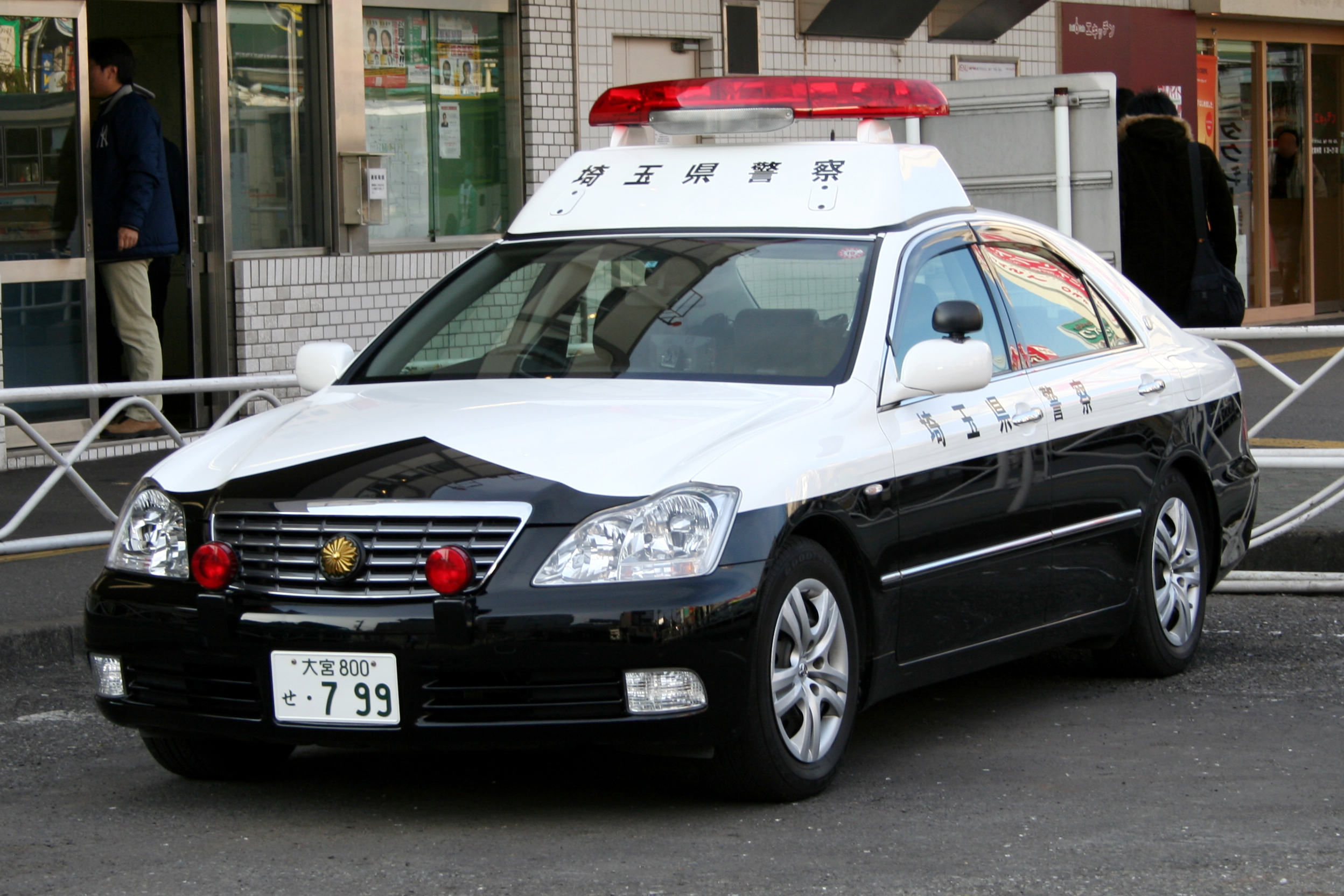
Toyota Crown (Японія)
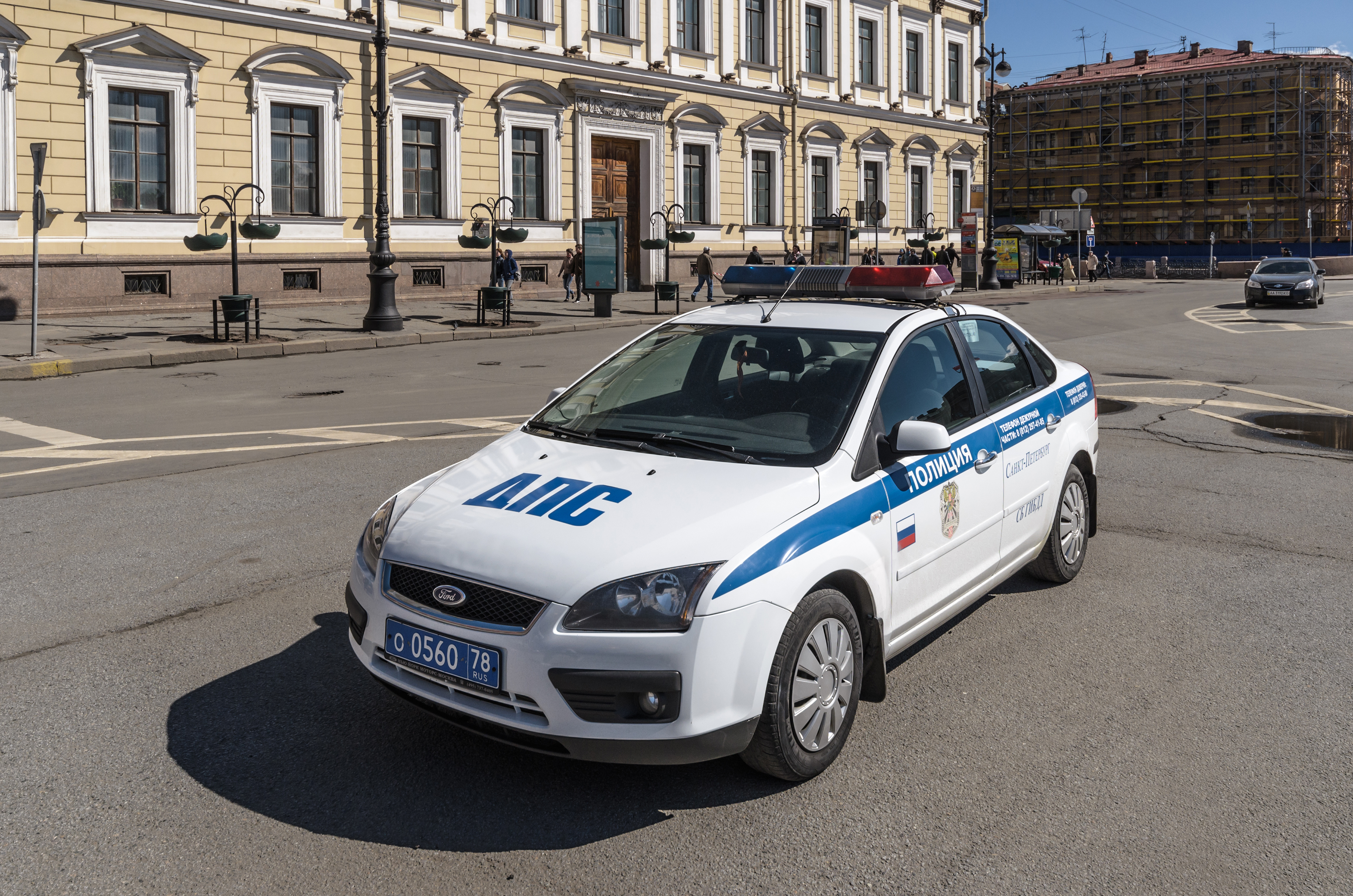
Ford Focus (Росія)

### Австралія

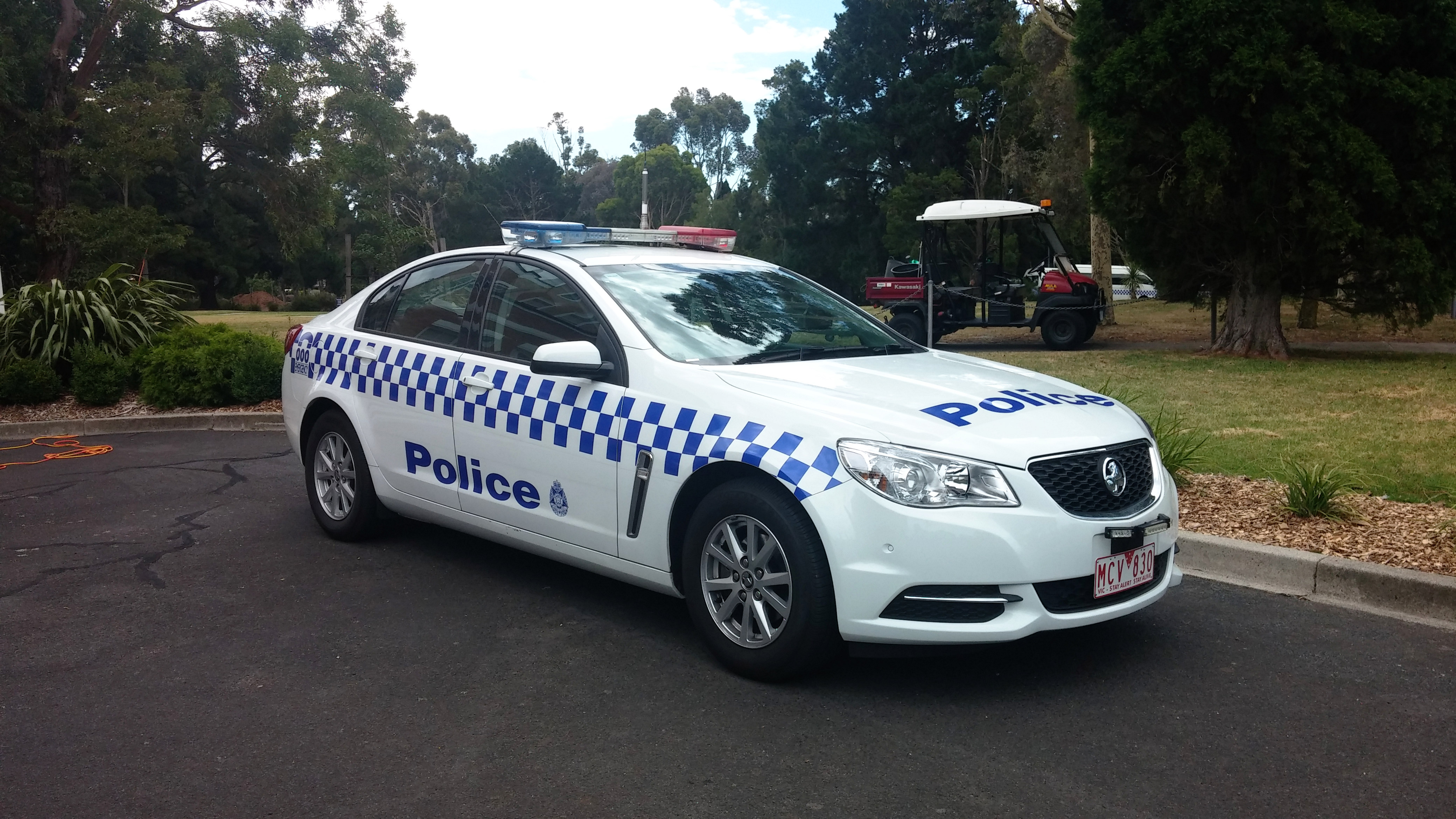
Holden VF Commodore 2013 року
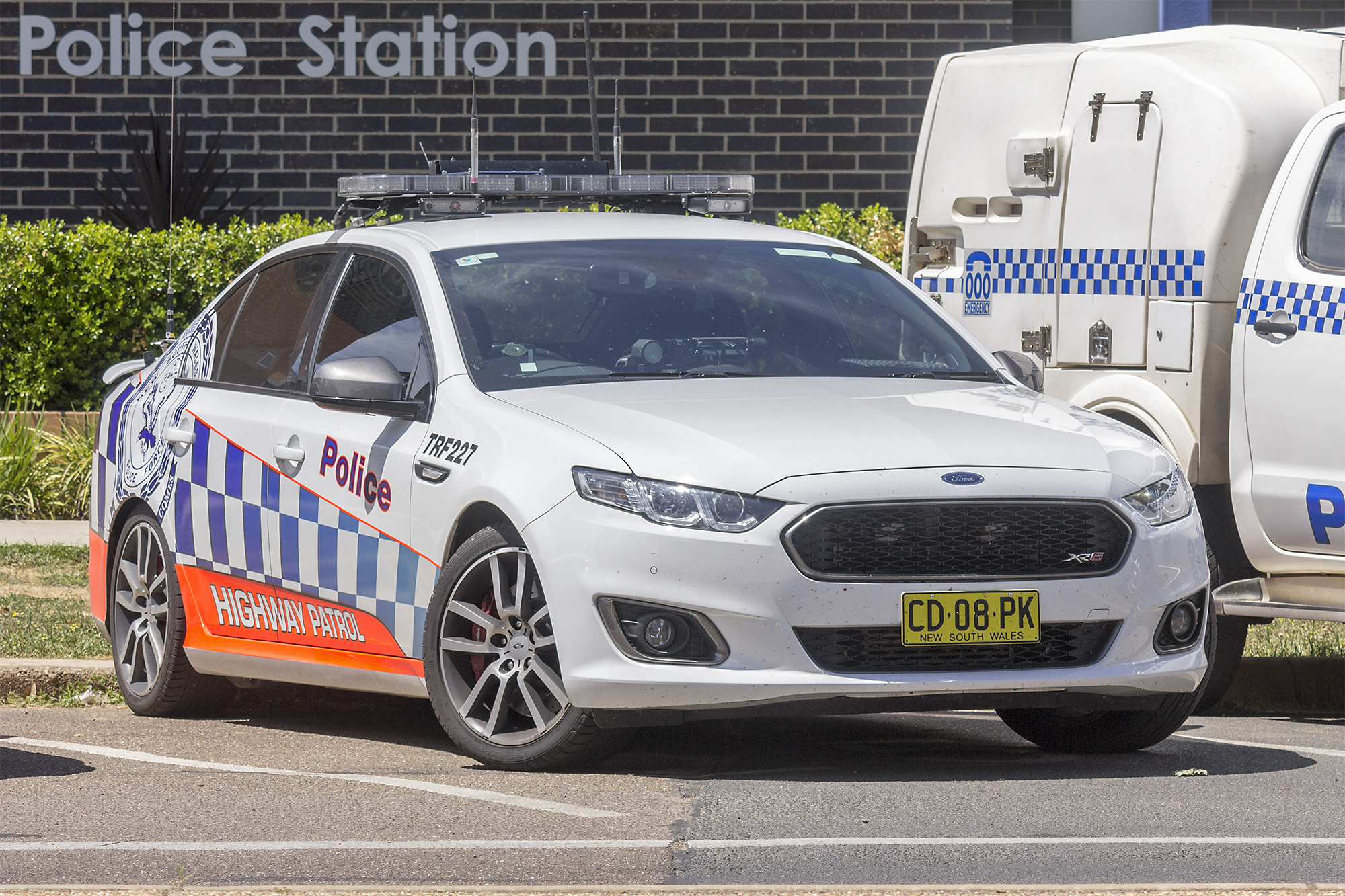
Ford Falcon XR6 дорожній патруль
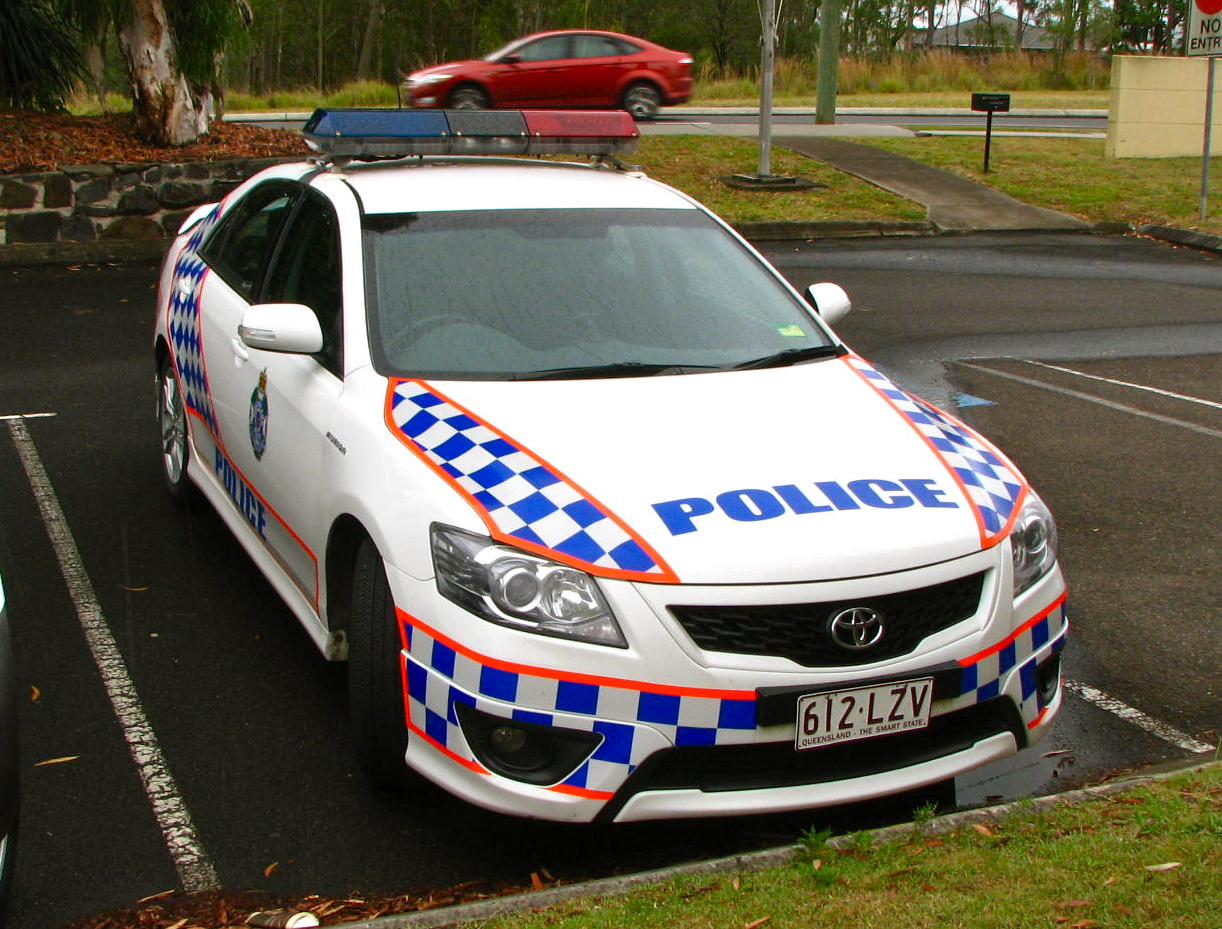
Toyota Aurion
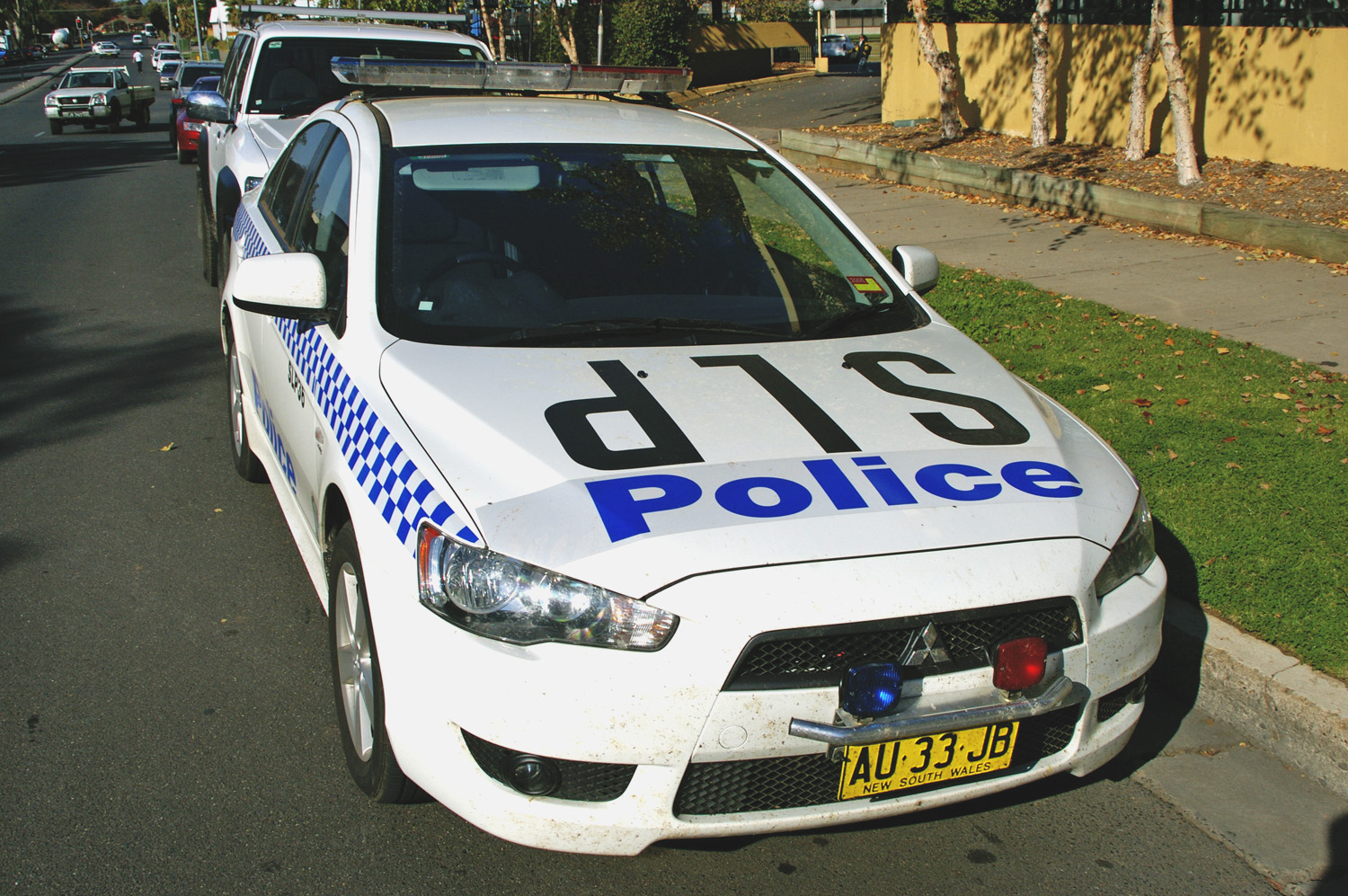
Mitsubishi Lancer